# Jürgen Kocka
Jürgen Kocka, född 19 april 1941 i Hejnice, Tjeckien, är en tysk historiker. Han tillhör Bielefeldskolan.